# Élections fédérales suisses de 1908
Les élections fédérales suisses de 1908 se sont déroulées le 29 octobre 1908. Ces élections permettent d'élire au système majoritaire les 167 députés répartis sur 49 arrondissements électoraux eux-mêmes répartis sur les 22 cantons, siégeant au Conseil national (chambre basse), pour une mandature de trois ans.
Le corps électoral composé de citoyens ayant droit de cité élit désormais directement les membres du Conseil des États dans les cantons d'Appenzell Rhodes-Extérieures, d'Appenzell Rhodes-Intérieures, de Glaris, de Nidwald et d'Obwald et d'Uri (à travers la Landsgemeinde), et à l'urne dans les cantons d'Argovie, Bâle-Campagne, de Bâle-Ville, de Genève, des Grisons, de Lucerne, de Schwytz, de Soleure, du Tessin, de Thurgovie, de Zoug et de Zurich. Dans les 4 autres cantons, les élections au Conseil des États sont quant à elles toujours non régulées et certains cantons ont renouvelé leurs Sénateurs parfois plusieurs fois sur les trois années écoulées. Dans ces 4 autres cantons, les Conseillers aux États continuent d'être élus, nommés ou désignés par les Grands Conseils, et ce à des dates variables. 
Depuis 1905, le contraste entre les Radicaux et les Socialistes marque la vie politique du pays. Dès lors, les Radicaux sont obligés de prendre en compte des politiques publiques sociales notamment en préconisant une législation complète en matière de sécurité sociale. Toutefois, l'Assurance-vieillesse et survivants (AVS) ne sera réellement actée que bien des années plus tard en 1946. En raison d'un début de récession, plus de 200 grèves eurent lieu entre 1905 et 1908. Dès lors, l'aile gauche du PRD prônait la liberté d'association et la création d'un tribunal arbitral ce qui a eu pour effet de provoquer immédiatement une résistance de l'aile droite du parti. De plus, les gouvernements cantonaux de Zurich, Berne et des Grisons avaient promulgué des lois anti-grève, ce qui eut pour effet d'exacerber les tensions entre Socialistes et Radicaux.
En outre, l'utilisation de l'armée pour mater les grèves, ce qui était principalement une réaction excessive des autorités locales dépassées par ces nouvelles grèves de masse, conduit à une méfiance de l'armée de la part des Socialistes. Beaucoup de militaires socialistes refusèrent de servir, ce qui permit aux Radicaux de qualifier leurs adversaires socialistes d'être anti-patriotiques. Dans le camp catholique-conservateur, ces derniers ont exhorté l'aile chrétienne-sociale de soutenir un syncrétisme entre entrepreneuriat et monde ouvrier, ce qui les rapprocha des Démocrates.
Pour la vingt-et-unième fois consécutive et ce depuis 1848, le Parti radical-démocratique (centre), remporte le scrutin fédéral avec 105 sièges (+1) et dépasse la moyenne avec 50,9 % des voix (+1,7 %). Ce sont à nouveau les vainqueurs incontestables de ces élections, en remportant tant le vote populaire que le nombre de sièges, et conservent ainsi la majorité absolue gagnée en 1881. Le Parti socialiste suisse obtient quant à lui 7 sièges (+5 ce qui fait le plus grand gain de sièges) mais paradoxalement, avec 16,6 % des voix (+2,9 %), s'il obtient la meilleure progression en nombre de voix et dépasse désormais le Parti démocratique, il se rapproche du Parti populaire catholique en nombre de voix mais reste loin derrière le PPC en nombre de sièges (35).
Ces élections ont débouché sur la 21e Législature qui s'est réunie pour la première fois le 7 décembre 1908.
Sur les 809 508 hommes âgés de 20 et plus et ayant droit de cité, 426 752 d'entre eux prirent part à ce scrutin, ce qui représente un taux de participation de 52,7% (-3,8 %).
Le taux de participation le plus élevé est dans le canton d'Argovie où 83,1 % de la population se rend aux urnes, dépassant ainsi le canton de Schaffhouse où le vote obligatoire fait déplacer 80 % du corps électoral (-16 %). À l'inverse, dans le canton de Zoug, seulement 16,1 % du corps électoral prend part au vote.

## Législature 1908 - 1911
Les liens (et couleurs) renvoient sur les partis héritiers actuels.
|  | Formations («Partis»)      | Sigles | Tendances politiques            | Sièges au CN | Sièges au CE † |
|  | -------------------------- | ------ | ------------------------------- | ------------ | -------------- |
|  | Parti radical-démocratique | PRD    | radical, centre                 | 105          | 25             |
|  | Parti populaire catholique | PPC    | conservateur catholique, droite | 35           | 16             |
|  | Libéraux Modérés           | LM     | libéral, centre                 | 15           | 1              |
|  | Parti socialiste           | PSS    | marxiste                        | 7            | -              |
|  | Parti démocratique         | DEM    | progressiste, gauche            | 5            | 2              |

† Les élections au CE étant du ressort des cantons, les chiffres ne reflètent que les apparentements lors de la première journée de la Législature.

## Résultats au Conseil national dans les cantons
| Canton             | Total | Parti socialiste | Parti démocratique | Parti radical-démocratique | Libéraux Modérés | Parti populaire bernois | Parti populaire catholique |
| ------------------ | ----- | ---------------- | ------------------ | -------------------------- | ---------------- | ----------------------- | -------------------------- |
| Zurich             | 22    | 2 (+2)           | 0(-1)              | 18                         | 2 (-1)           | -                       | -                          |
| Berne              | 29    | 1 (+1)           | -                  | 24                         | 2                | 0 (-1)                  | 2                          |
| Lucerne            | 7     | -                | -                  | 4                          | -                | -                       | 3                          |
| Uri                | 1     | -                | -                  | -                          | -                | -                       | 1                          |
| Schwytz            | 3     | -                | -                  | 1                          | -                | -                       | 2                          |
| Nidwald            | 1     | -                | -                  | -                          | -                | -                       | 1                          |
| Obwald             | 1     | -                | -                  | -                          | -                | -                       | 1                          |
| Glaris             | 2     | -                | 2                  | -                          | -                | -                       | -                          |
| Zoug               | 1     | -                | -                  | 1                          | -                | -                       | -                          |
| Fribourg           | 6     | -                | -                  | 1                          | -                | -                       | 5                          |
| Soleure            | 5     | -                | -                  | 4                          | -                | -                       | 1                          |
| Bâle Campagne      | 3     | -                | 1                  | 2                          | -                | -                       | -                          |
| Bâle-Ville         | 6     | 1                | -                  | 3                          | 2                | -                       | -                          |
| Schaffhouse        | 2     | -                | -                  | 2                          | -                | -                       | -                          |
| Rhodes-Extérieures | 3     | 1 (+1)           | -                  | 2 (-1)                     | -                | -                       | -                          |
| Rhodes-Intérieures | 1     | -                | -                  | -                          | 0 (-1)           | -                       | 1 (+1)                     |
| Saint Gall         | 13    | 1                | 1                  | 5                          | -                | -                       | 6                          |
| Grisons            | 5     | -                | -                  | 3                          | 1                | -                       | 1                          |
| Argovie            | 10    | -                | -                  | 7                          | 0 (-1)           | -                       | 3 (+1)                     |
| Thurgovie          | 6     | -                | 1                  | 4                          | -                | -                       | 1                          |
| Tessin             | 7     | 1 (+1)           | -                  | 5                          | -                | -                       | 1 (-1)                     |
| Vaud               | 14    | -                | -                  | 11 (+1)                    | 3 (-1)           | -                       | -                          |
| Valais             | 6     | -                | -                  | 1                          | -                | -                       | 5                          |
| Neuchâtel          | 6     | -                | -                  | 5                          | 1                | -                       | -                          |
| Genève             | 7     | -                | -                  | 3 (+1)                     | 4                | -                       | 0 (-1)                     |
|                    | 167   | 7 (+5)           | 5 (-1)             | 105 (+1)                   | 15 (-4)          | 0 (-1)                  | 35 (±)                     |